# Ітзіар Міранда
Ітзіар Міранда (ісп. Itziar Miranda Vicente, 1978) —  іспанська акторка та письменниця дитячої літератури про видатних жінок.
В співавторсті зі своїм братом Хорхе Міранда написала популярну серію книг для дітей та підлітків під назвою «Міранда». В Іспанії видавництво «Edelvives» [Архівовано 29 листопада 2017 у Wayback Machine.] випустило такі книги цієї серії: Juanita [Архівовано 10 листопада 2017 у Wayback Machine.] (2015), Billie [Архівовано 10 листопада 2017 у Wayback Machine.] (2016), Jane [Архівовано 10 листопада 2017 у Wayback Machine.] (2016), Coco [Архівовано 10 листопада 2017 у Wayback Machine.] (2016), Cleo [Архівовано 10 листопада 2017 у Wayback Machine.] (2016), Indira [Архівовано 10 листопада 2017 у Wayback Machine.] (2016), Amelia [Архівовано 10 листопада 2017 у Wayback Machine.] (2016).

## Життя і творчість
Ітзіар Міранда народилась у Сарагосі, а в 17 років переїхала до Мадриду, аби вивчати акторську майстерність. Злобула освіту в школі драми, також навчалась у консерваторії по класу фортепіано. 
Ідея створення серії книжок – розповісти дітям біографічні факти так, аби їх зацікавити, тож замість сухого академічного викладу на сторінках книжок з’являється дівчинка Міранда, яка із задоволенням розповідає історії з життя відомих жінок. Сама Міранда та її сім’я – це прототипи рідних Ітзіар та Хорхе, у своїх книжках вони розповідають про те, що їх оточувало, коли вони були дітьми. 
Спочатку Ітзіар і Хорхе хотіли писати про життя славетних принцес – Марії Стюарт або Марії Антуанетти. Тому їх першою книгою була “Juanita” — розповідь про Хуану І – королеву Кастилії. Але потім вони зрозуміли, що зроблять значний вклад в культуру, якщо будуть писати про жіночі постаті, які стали відомими завдяки своїм талантам. 
Ітзіар має двох дітей – Даніелу Рубіо (ісп. Daniela Rubio, нар. 2014) та Джулію Рубіо (ісп. Julia Rubio, нар. 2016). ЇЇ чоловік – Начо Рубіо (ісп. Nacho Rubio) – актор та шеф-кухар. 

## Переклади українською
В 2017 році арт-видавництво Nebo Booklab Publishing почало випускати серію книг “Міранда”. На сторінках цих книг відкривається біографія відомих на увесь світ жінок. Проєкт є насамперед цікавим через те, що багато видатних жінок залишаються поза увагою спільноти. Протягом багатьох століть жінки у всьому світі керували державами, боролися за права своїх народів, робили наукові відкриття, надихали на подвиги і самі ставали першовідкривачками. Імена деяких з них широко відомі, про інших ми навряд чи чули, але це не робить їхні досягнення менш цінними і вагомими.
У кожній книзі фігурує ще одна персонажка – восьмирічна дівчинка Міранда, яка полюбляє цікаві історії і розповідає про жінок, які змінили світ. Серія “Міранда” відрізняється від інших книг для дітей не тільки детальністю біографій відомих жінок, а й неймовірними ілюстраціями, які створила Лола Кастейон Фернандез де Гамбоа (ісп. Lola Castejón Fernández de Gamboa), відома ще під псевдонімом Thilopia.
Книги серії вийшли українською та російською мовами.
Наразі видавництво презентувало такі твори Ітзіар та Хорхе Міранда:
- Фріда (2017) [7]

- Коко [Архівовано 10 листопада 2017 у Wayback Machine.] (2017) [8]

Готується до друкуː
- Амелія (2017)